# Рудамун
Рудамун (Usermaatre Setepenamun Rudamun Meryamune) е фараон от либийската Двадесет и трета династия на Древен Египет през Трети преходен период на Древен Египет.

## Произход и управление
Син на Осоркон III, брат и наследник на Такелот III, Рудамун управлява в Горен и Среден Египет вероятно около 3 – 4 години (ок. 757/9 – 754/5 г. пр.н.е. или 734 – 1 г. пр.н.е.), докато други изследователи му приписват управление от 19 години. Съдейки по оскъдните свидетелства и артефакти свързани с него, може да се допусне че управлява кратко.
През управлението си Рудамун запазва целостта на своето царство, което обаче се разпада бързо след смъртта му. Властта в Горен и Среден Египет е наследена от няколко местни претендента: неговия зет Peftjauwybast (в Хераклеополис), Нимлот (в Хермополис), Ини (фараон) в Тива и може би Шешонк VII (спорна идентичност). Тогава от юг започва настъплението на кушитските владетели от 25-а династия, които завладяват Тива, а по-късно и цял Египет.